# Wegehalterhaftung
Wegehalterhaftung ist ein aus dem österreichischen Recht stammender Begriff. 
Grundsätzlich beschreibt dieser Ausdruck den Inhalt des §1319a des ABGB. Darin wird geregelt, dass der Halter eines Weges für dessen Zustand haftet, sollte jemand aufgrund des mangelhaften Weges zu schaden gekommen sein, und der Weg nicht einer zweckwidrigen Form genutzt wurde.
§ 1319a ABGB.
(1) Wird durch den mangelhaften Zustand eines Weges ein Mensch getötet, an seinem Körper oder an seiner Gesundheit verletzt oder eine Sache beschädigt, so haftet derjenige für den Ersatz des Schadens, der für den ordnungsgemäßen Zustand des Weges als Halter verantwortlich ist, sofern er oder einer seiner Leute den Mangel vorsätzlich oder grobfahrlässig verschuldet hat. Ist der Schaden bei einer unerlaubten, besonders auch widmungswidrigen, Benützung des Weges entstanden und ist die Unerlaubtheit dem Benützer entweder nach der Art des Weges oder durch entsprechende Verbotszeichen, eine Abschrankung oder eine sonstige Absperrung des Weges erkennbar gewesen, so kann sich der Geschädigte auf den mangelhaften Zustand des Weges nicht berufen.
(2) Ein Weg im Sinn des Abs. 1 ist eine Landfläche, die von jedermann unter den gleichen Bedingungen für den Verkehr jeder Art oder für bestimmte Arten des Verkehrs benützt werden darf, auch wenn sie nur für einen eingeschränkten Benützerkreis bestimmt ist; zu einem Weg gehören auch die in seinem Zug befindlichen und dem Verkehr dienenden Anlagen, wie besonders Brücken, Stützmauern, Futtermauern, Durchlässe, Gräben und Pflanzungen. Ob der Zustand eines Weges mangelhaft ist, richtet sich danach, was nach der Art des Weges, besonders nach seiner Widmung, für seine Anlage und Betreuung angemessen und zumutbar ist.

(3) Ist der mangelhafte Zustand durch Leute des Haftpflichtigen verschuldet worden, so haften auch sie nur bei Vorsatz oder grober Fahrlässigkeit.
Eine ähnliche Regelung findet man im § 1319 ABGB, in welchem eine vergleichbare Haftung für Gebäudeeigentümer gilt. Hier wird geregelt, dass der Besitzer (nicht der Eigentümer) eines Gebäudes haftet, sollte ein Schaden durch mangelhafte Beschaffenheit entstanden sein, und er nicht beweisen kann, dass er die erforderliche Sorgfalt angewendet hat. Stichwort: Dachlawine im Winter durch Schnee.